# Tobias Fölster
Tobias Fölster (* 30. Januar 1994 in Kiel) ist ein deutscher Fußballspieler.

## Karriere
Fölster begann mit dem Fußballspielen in seiner Heimatstadt beim Wiker SV und bei Holstein Kiel. Für seinen Verein bestritt er 23 Spiele in der B-Junioren-Bundesliga, bei denen ihm drei Tore gelangen. Im Sommer 2010 wechselte er in die Jugendabteilung von Hannover 96. Nachdem er für seinen Verein 21 Spiele in der B-Junioren- und 37 Spiele in der A-Junioren-Bundesliga bestritt, bei denen ihm insgesamt neun Tore gelangen, wurde er im Sommer 2012 in den Kader der 2. Mannschaft der Hannoveraner in der Regionalliga Nord aufgenommen. Im Sommer 2015 wechselte er innerhalb der Liga zum TSV Havelse. Nachdem er dort seinen Vertrag mehrmals verlängerte, zuletzt Ende 2020, gelang ihm mit seinem Verein in der Saison 2020/21 der Aufstieg in die 3. Liga nach zwei 1:0-Siegen über den 1. FC Schweinfurt 05. Dabei erzielte Fölster im Hinspiel durch einen Freistoßtreffer in der vierten Minute der Nachspielzeit das Siegtor.
Am 24. Juli 2021, dem 1. Spieltag der 3. Liga, gab er schließlich sein Profidebüt bei der 0:1-Heimniederlage gegen den 1. FC Saarbrücken, bei der er in der Startformation stand.

## Erfolge
- Niedersachsenpokal-Sieger: 2019/20
- Aufstieg in die 3. Liga: 2020/21